# 로렌스 옙
로렌스 옙(Laurence Yep, 본명: 로렌스 마이클 옙, 중국어 간체: 叶祥添, 정체자: 葉祥添, 병음: Yè Xiángtiān, 1948년 6월 14일 ~ )은 미국의 작가이다. 골든 마운틴(Golden Mountain) 시리즈로 뉴베리상을 두 번 수상하는 등 동화책으로 유명하다. 2005년에 그는 미국 아동 문학에 대한 경력 공헌으로 격년제 로라 잉걸스 와일더(Laura Ingalls Wilder) 메달을 받았다.